# Peter Swan (judoka)
Peter Swan es un deportista australiano que compitió en judo. Ganó dos medallas en el Campeonato de Oceanía de Judo, en los años 1994 y 1996.

## Palmarés internacional
| Campeonato de Oceanía | Campeonato de Oceanía      | Campeonato de Oceanía | Campeonato de Oceanía |
| Año                   | Lugar                      | Medalla               | Categoría             |
| --------------------- | -------------------------- | --------------------- | --------------------- |
| 1994                  | Sídney (Australia)         | Medalla de bronce     | –95 kg                |
| 1996                  | Wellington (Nueva Zelanda) | Medalla de plata      | –95 kg                |